# Нельсонвілл (Огайо)
Нельсонвілл (англ. Nelsonville) — місто в США, в окрузі Афіни штату Огайо. Населення — 4612 особи (2020).

## Географія
Нельсонвілл розташований за координатами 39°27′38″ пн. ш. 82°13′0″ зх. д. / 39.46056° пн. ш. 82.21667° зх. д. (39.460464, -82.216624). За даними Бюро перепису населення США в 2010 році місто мало площу 12,96 км², з яких 12,67 км² — суходіл та 0,29 км² — водойми.

## Демографія
Згідно з переписом 2010 року, у місті мешкали 5392 особи в 1969 домогосподарствах у складі 920 родин. Густота населення становила 416 осіб/км². Було 2257 помешкань (174/км²).
Расовий склад населення:
| - 94,2 % — білих - 2,8 % — чорних або афроамериканців - 0,5 % — корінних американців - 0,3 % — азіатів - 0,1 % — вихідців з тихоокеанських островів |

До двох чи більше рас належало 1,7 %. Частка іспаномовних становила 1,4 % від усіх жителів.
За віковим діапазоном населення розподілялося таким чином: 17,4 % — особи молодші 18 років, 73,6 % — особи у віці 18—64 років, 9,0 % — особи у віці 65 років та старші. Медіана віку мешканця становила 25,1 року. На 100 осіб жіночої статі у місті припадало 121,2 чоловіків; на 100 жінок у віці від 18 років та старших — 125,1 чоловіків також старших 18 років.
Середній дохід на одне домашнє господарство становив 33 822 долари США (медіана — 25 089), а середній дохід на одну сім'ю — 46 670 доларів (медіана — 43 295). Медіана доходів становила 32 191 долар для чоловіків та 27 695 доларів для жінок. За межею бідності перебувало 37,9 % осіб, у тому числі 51,8 % дітей у віці до 18 років та 15,5 % осіб у віці 65 років та старших.
Цивільне працевлаштоване населення становило 1686 осіб. Основні галузі зайнятості: освіта, охорона здоров'я та соціальна допомога — 27,6 %, роздрібна торгівля — 18,5 %, мистецтво, розваги та відпочинок — 11,6 %, виробництво — 9,8 %.

## Відомі люди

### Народилися
- Жаклін Вудсон (1963) — письменниця, поетеса, авторка книг для дітей та юнацтва; лауреатка численних літературних премій.
- Сара Джессіка Паркер (1965) – телевізійна та телеакторка.

## У масовій культурі
- Нельсонвілл — місце знімання фільму «Шалапут» 1985 року із Келлі Престон у головній ролі.
- Центральний майдан міста — місце знимання реклами (1986) загальнонаціонального ігрового шоу «Колесо фортуни» (англ. Wheel of Fortune).
- У місті похований колишній гравець Вищої ліги бейсболу Естел Кребтрі («Crabby»), який останніми роками жив у Нельсонвіллі, де був активним волонтером у міській громаді.